# Rattus stoicus
Rattus stoicus  (Miller, 1902) è un roditore della famiglia dei Muridi endemico delle isole Andamane.

## Descrizione

### Dimensioni
Roditore di grandi dimensioni, con la lunghezza della testa e del corpo tra 220 e 260 mm, la lunghezza della coda tra 192 e 212 mm e la lunghezza del piede tra 47 e 50 mm.

### Aspetto
La pelliccia è alquanto sparsa e diradata, le parti superiori sono giallo-brunastre, cosparse di lunghe setole rigide nerastre, i fianchi sono giallastri, mentre le parti ventrali, le guance e le labbra superiori sono bianche, con la base dei peli grigia. Sono presenti degli anelli più scuri intorno agli occhi. Le vibrisse sono nere. Le orecchie sono grandi e marroni scure. Il dorso dei piedi è ricoperto di piccoli peli biancastri. La coda è più corta della testa e del corpo, è uniformemente marrone scura ed è rivestita da circa 10 anelli di scaglie per centimetro. Le femmine hanno 2 paia di mammelle pettorali e 3 paia inguinali.

## Biologia

### Comportamento
È una specie terricola e notturna.

## Distribuzione e habitat
Questa specie è diffusa nelle isole Andamane: Henry Lawrence, Andaman Meridionale e Andaman Centrale.
Vive nelle foreste sempreverdi tropicali fino a 200 metri di altitudine.

## Conservazione
La IUCN Red List, considerato che il suo areale è frammentato ed è possibile che in futuro si presentino delle minacce legate allo sviluppo dell'arcipelago, classifica R.stoicus come specie vulnerabile (VU).